# Aladji Ba
Aladji Ba est un sprinteur du 200 mètres et 400 mètres, né le 15 décembre 1973 à Bignona au Sénégal. Il est non-voyant depuis l'âge de 5 ans.
Son entraîneur se nomme Olivier Deniaud et son guide Denis Auge.
Il a été champion de France du 200 mètres de 1998 à 2003 et du 400 mètres de 2000 à 2008 et vice Champion d’Europe du 400 mètres en 2001 et 2003, 3e du 200 mètres en 1999 et 2001 et du 400 mètres en 2005.
Il a participé aux Jeux paralympiques de Sydney, d'Athènes et de Pékin. 
Il aide une association visant à ce que les enfants handicapés puissent faire du sport à l'hôpital.
Aladji joue son propre rôle dans le film La Ligne droite, racontant l'histoire d'un jeune athlète devenu aveugle après un accident.

## Palmarès
- 2008 : Quart de finaliste - ? : Jeux Paralympiques de Pékin
- 2005 : 1er - 56 s 20 (400m) : Championnat de France - Gonfreville
- 2004 : 3e - 52 s 45 (400m) : Jeux Paralympiques d'Athènes (médaille de bronze)
- 2003 : 3e - 55 s 42 (400m) : Championnat du Monde IAAF - Paris
- 2003 : 2e - 55 s 56 (400m) : Championnat d'Europe EPC - Assen
- 2002 : 3e - 53 s 70 (400m) : Championnat du Monde - Villeneuve-d'Ascq
- 2001 : 2e - 53 s 63 (400m) : Championnat d'Europe - Bialystok
- 2001 : 3e - 24 s 60 (200m) : Championnat d'Europe - Bialystok
- 2000 : 3e - 53 s '34 (400m) : Jeux Paralympiques - Sydney
- 1999 : 3e - 24 s 80 (200m) : Championnat d'Europe - Lisbonne
- 1998 : 7e - 24 s 84 (200m) : Championnat du Monde - Madrid